# Gabriel Lundberg
Gabriel "Iffe" Lundberg (født 4. december 1994) er en dansk/nigeriansk basketballspiller. 
Lundberg spillede som ungdomsspiller i den københavnske klub, Stevnsgade Basketball og skiftede senere til Falcon. Her debuterede han i Basketligaen som attenårig, og han fik i sin første seniorsæson debut på A-landsholdet.
Han har siden seniordebuten spillet i Copenhagen Wolfpack, Horsens IC, de spanske klubber Bàsquet Manresa og Iberostar Tenerife, polske Zastal Zielona Góra og russiske PBC CSKA Moskva.
Han blev i lighed med en række andre udenlandske sportsfolk, der stillede op for russiske klubber, fritstillet i forbindelse med den russiske invasion af Ukraine i foråret 2022, og umiddelbart herefter, 12. marts, skrev han under på en kontrakt for resten af '22 sæsonen med NBA-klubben Phoenix Suns, hvorved han blev første danske spiller i NBA. siden Lars Hansen gjorde det i 1978. Phoenix Suns forlængede ikke kontrakten med Iffe Lundberg, og han var fritstillet da '22 sæsonen sluttede.
Den 21. Juli 2022 underskrev Iffe Lundberg en to-årig kontrakt med den Italienske klub Virtus Bologna.
Den 20. Juni 2024 underskrev Iffe Lundberg en to-årig kontrakt med den Serbiske klub Partizan som spiller i ABA League og EuroLeague.